# Дороля
Дороля (рум. Dorolea) — село у повіті Бистриця-Несеуд в Румунії. Входить до складу комуни Лівезіле.
Село розташоване на відстані 324 км на північ від Бухареста, 11 км на північний схід від Бистриці, 90 км на північний схід від Клуж-Напоки.

## Населення
За даними перепису населення 2002 року у селі проживали 687 осіб.
Національний склад населення села:
| Національність | Кількість осіб | Відсоток |
| -------------- | -------------- | -------- |
| румуни         | 660            | 96,1%    |
| цигани         | 13             | 1,9%     |
| німці          | 12             | 1,7%     |

Рідною мовою назвали:
| Мова      | Кількість осіб | Відсоток |
| --------- | -------------- | -------- |
| румунська | 667            | 97,1%    |
| циганська | 13             | 1,9%     |
| німецька  | 7              | 1,0%     |